# Marius Boldt
Marius Boldt (Drammen, 3 febbraio 1989) è un calciatore norvegese, difensore dell'Åssiden.

## Carriera

### Club
Boldt ha iniziato la carriera professionistica con la maglia dello Strømsgodset, debuttando in squadra il 12 maggio 2008, nella vittoria per 2-7 sul campo dell'Øvrevoll Hosle: il match era valido per l'edizione stagionale del Norgesmesterskapet. Per l'esordio nell'Eliteserien ha dovuto aspettare fino al 6 luglio dello stesso anno, quando è stato schierato titolare nella sconfitta per 2-0 in casa del Tromsø.
Nel 2010 ha giocato per il Notodden, in 2. divisjon. Nel 2011 è passato al Mjøndalen, in 1. divisjon. Ha vesitot per la prima volta la maglia del club nel successo per 5-2 sul Nybergsund-Trysil. Il 27 novembre 2012 ha firmato per l'Åssiden.

### Nazionale
Boldt ha rappresentato la Norvegia a livello Under-18 e Under-19.

## Statistiche

### Presenze e reti nei club
Statistiche aggiornate al 21 marzo 2018.
| Stagione            | Club                | Campionato          | Campionato | Campionato | Coppe nazionali | Coppe nazionali | Coppe nazionali | Coppe continentali | Coppe continentali | Coppe continentali | Supercoppe | Supercoppe | Supercoppe | Totale | Totale |
| Stagione            | Club                | Comp                | Pres       | Reti       | Comp            | Pres            | Reti            | Comp               | Pres               | Reti               | Comp       | Pres       | Reti       | Pres   | Reti   |
| ------------------- | ------------------- | ------------------- | ---------- | ---------- | --------------- | --------------- | --------------- | ------------------ | ------------------ | ------------------ | ---------- | ---------- | ---------- | ------ | ------ |
| 2007                | Strømsgodset        | ES                  | 0          | 0          | CN              | 0               | 0               | -                  | -                  | -                  | -          | -          | -          | 0      | 0      |
| 2008                | Strømsgodset        | ES                  | 1          | 0          | CN              | 2               | 0               | -                  | -                  | -                  | -          | -          | -          | 3      | 0      |
| 2009                | Strømsgodset        | ES                  | 4          | 0          | CN              | 0               | 0               | -                  | -                  | -                  | -          | -          | -          | 4      | 0      |
| Totale Strømsgodset | Totale Strømsgodset | Totale Strømsgodset | 5          | 0          |                 | 2               | 0               |                    | -                  | -                  |            | -          | -          | 7      | 0      |
| 2010                | Notodden            | 2D                  | ?          | ?          | CN              | ?               | ?               | -                  | -                  | -                  | -          | -          | -          | ?      | ?      |
| 2011                | Mjøndalen           | 1D                  | 11         | 0          | CN              | 2               | 0               | -                  | -                  | -                  | -          | -          | -          | 13     | 0      |
| 2012                | Mjøndalen           | 1D                  | 2          | 0          | CN              | 0               | 0               | -                  | -                  | -                  | -          | -          | -          | 2      | 0      |
| Totale Mjøndalen    | Totale Mjøndalen    | Totale Mjøndalen    | 13         | 0          |                 | 2               | 0               |                    | -                  | -                  |            | -          | -          | 15     | 0      |
| 2013                | Åssiden             | 4D                  | 26         | 6          | CN              | ?               | ?               | -                  | -                  | -                  | -          | -          | -          | 26+    | 6+     |
| 2014                | Åssiden             | 3D                  | 21         | 2          | CN              | 2               | 0               | -                  | -                  | -                  | -          | -          | -          | 23     | 2      |
| 2015                | Åssiden             | 3D                  | 9          | 0          | CN              | 2               | 1               | -                  | -                  | -                  | -          | -          | -          | 11     | 1      |
| 2016                | Åssiden             | 3D                  | 21         | 0          | CN              | 2               | 0               | -                  | -                  | -                  | -          | -          | -          | 23     | 0      |
| 2017                | Åssiden             | 4D                  | ?          | ?          | CN              | ?               | ?               | -                  | -                  | -                  | -          | -          | -          | ?      | ?      |
| 2018                | Åssiden             | 3D                  | ?          | ?          | CN              | ?               | ?               | -                  | -                  | -                  | -          | -          | -          | ?      | ?      |
| Totale Åssiden      | Totale Åssiden      | Totale Åssiden      | 77+        | 8+         |                 | 6+              | 1+              |                    | -                  | -                  |            | -          | -          | 83+    | 9+     |
| Totale              | Totale              | Totale              | 95+        | 8+         |                 | 10+             | 1+              |                    | -                  | -                  |            | -          | -          | 105+   | 9+     |